# 修業立志編
『修業立志編』（しゅぎょうりっしへん／しゅうぎょうりっしへん）は、福澤諭吉の著書のひとつ。『時事新報』に掲載された、福澤の演説や論説、エッセイから成る。全42編。『福澤全集』未収録の単行本である。

## 成立
1898年（明治31年）5月から慶應義塾は慶應幼稚舎、普通部、大学部の一貫教育を始めた。その時に、在学生向けの教科書として編纂された本である。編纂者は菅学応。同年4月16日に時事新報社から発行された。1936年（昭和11年）3月20日に改版が出版された。改版では、本文に句読点が施され、総ルビになった。

## 内容
表紙に、「福澤先生著」「修業立志編　全」「時事新報社發行」と記されている。内容は、『時事新報』に掲載された、福澤の17編の演説と24編の論説、および1編のエッセイとから成る。
全42編の中で、以下の9編が『福澤諭吉全集』（岩波書店）未収録である。
1. 獨立の精神
2. 一身獨立して主義議論の獨立を見る可し（1891年（明治24年）7月28日掲載）
3. 人生の快樂何れの邊に在りや
4. 活溌なる樂を樂む可し（1897年（明治30年）7月31日掲載）
5. 禮儀作法は忽にす可らず
6. 忠孝論（1889年（明治22年）2月4日掲載、「ボーストン　某生」（日原昌造）執筆）[8][9]
7. 衛生の進歩
8. 心養
9. 英國の學風

残りの33編の中で、『時事新報』社説の32編が『福澤諭吉全集』第8巻から第16巻に分けて収録され、エッセイの1編が『福澤諭吉全集』第6巻「福翁百話」304頁に収録されている。

## 内容一覧
以下に収録された内容の一覧を掲げる。「番号」は論説の通し番号、「タイトル」は論説の題名と原題、「種類」は内容の種別、「掲載年月日」は最初に掲載された日付、「修業立志編頁」は論説の最初のページ、「大正版所収」は大正版『福澤全集』に所収された論説の巻数と最初のページ数、「昭和版所収」は昭和版『続福澤全集』に所収された論説の巻数と最初のページ数、「現行版所収」は現行版『福澤諭吉全集』に所収された論説の巻数と最初のページ数を示す。データは慶應義塾 (2010)、慶應義塾 (2015)、平山 (2004a)、平山 (2008)、平山 (2015)および国立国会図書館デジタルコレクション収録の『修業立志編』目次情報を使用して作成した。
| 番号 | タイトル                                                                              | 種類                           | 掲載年月日                 | 修業立志編頁 | 大正版所収   | 昭和版所収  | 現行版所収   |
| ---- | ------------------------------------------------------------------------------------- | ------------------------------ | -------------------------- | ------------ | ------------ | ----------- | ------------ |
| 0    | 修業立志編緒言 少年修業立志編緒言                                                     | 解説                           | 1898年（明治31年）4月16日  |              | 未収録       | 未収録      | 第19巻 775頁 |
|      | 目次                                                                                  | -                              | -                          |              |              |             |              |
| 1    | 獨立の精神                                                                            | 論説                           | 不明                       | 1頁          | 未収録       | 未収録      | 未収録       |
| 2    | 獨立の大義を忘るゝ勿れ 明治二十四年七月二十三日慶應義塾の卒業生に告ぐ                 | 演説                           | 1891年（明治24年）8月2日   | 9頁          | 第9巻 62頁   | 未収録      | 第13巻 166頁 |
| 3    | 須く他人を助けて獨立せしむべし 明治二十四年十月十日慶應義塾演説筆記                   | 演説                           | 1891年（明治24年）10月20日 | 15頁         | 第9巻 65頁   | 未収録      | 第13巻 205頁 |
| 4    | 一身獨立して主義議論の獨立を見る可し                                                  | 論説                           | 1891年（明治24年）7月28日  | 20頁         | 未収録       | 未収録      | 未収録       |
| 5    | 金錢は獨立の基本なり 明治二十四年七月十一日慶應義塾演説大意                           | 演説                           | 1891年（明治24年）7月15日  | 24頁         | 第9巻 597頁  | 未収録      | 第13巻 158頁 |
| 6    | 慶應義塾の懷舊談 一昨五日植半楼に開きし慶應義塾舊友会の席上に於ける福澤先生演説の筆記 | 演説                           | 1889年（明治22年）5月7日   | 31頁         | 第10巻 415頁 | 未収録      | 第12巻 130頁 |
| 7    | 銅像開被に就て                                                                        | 演説                           | 1893年（明治26年）11月1日  | 39頁         | 第10巻 461頁 | 未収録      | 第14巻 179頁 |
| 8    | 人間萬事兒戲の如し 明治二十五年十一月十二日慶應義塾演説筆記                           | 演説                           | 1892年（明治25年）11月24日 | 48頁         | 第9巻 624頁  | 未収録      | 第13巻 572頁 |
| 9    | 小心翼々以て大功を期すべし 明治二十五年十月三日慶應義塾演説筆記                       | 演説                           | 1892年（明治25年）10月29日 | 54頁         | 第9巻 617頁  | 未収録      | 第13巻 554頁 |
| 10   | 恃むべきは唯自家の才力あるのみ 明治二十年四月二十三日慶應義塾演説館にて学生諸氏に告ぐ | 演説                           | 1887年（明治20年）5月4日   | 65頁         | 第9巻 563頁  | 未収録      | 第11巻 254頁 |
| 11   | 學問の要は實學にあり 慶應義塾学生諸氏に告ぐ                                           | 演説                           | 1886年（明治19年）2月2日   | 71頁         | 第9巻 554頁  | 未収録      | 第10巻 549頁 |
| 12   | 先づ鄙事に多能なるべし 六月二日府下三田慶應義塾演説慶應義塾学生に告ぐ                 | 演説                           | 1888年（明治21年）6月5日   | 81頁         | 第9巻 570頁  | 未収録      | 第11巻 496頁 |
| 13   | 成學即ち實業家の説 成學即身實業の説学生諸氏に告ぐ                                     | 演説                           | 1886年（明治19年）2月18日  | 86頁         | 第10巻 76頁  | 未収録      | 第10巻 554頁 |
| 14   | 後進生に望む                                                                          | 論説                           | 1888年（明治21年）5月7日   | 94頁         | 未収録       | 第2巻 577頁 | 第11巻 481頁 |
| 15   | 物理學の必要 慶應義塾学生に告ぐ                                                       | 演説                           | 1888年（明治21年）3月17日  | 101頁        | 第9巻 567頁  | 未収録      | 第11巻 461頁 |
| 16   | 須く政論の上戸となるべし 明治二十五年三月十二日慶應義塾演説筆記                       | 演説                           | 1892年（明治25年）3月18日  | 108頁        | 第9巻 612頁  | 未収録      | 第13巻 323頁 |
| 17   | 人生の樂事                                                                            | 演説                           | 1893年（明治26年）11月14日 | 111頁        | 第9巻 637頁  | 未収録      | 第14巻 195頁 |
| 18   | 富豪の處世法 富豪の攝生法                                                             | 論説                           | 1891年（明治24年）6月30日  | 120頁        | 未収録       | 第3巻 297頁 | 第13巻 142頁 |
| 19   | 文明教育論                                                                            | 論説                           | 1889年（明治22年）8月5日   | 131頁        | 第9巻 338頁  | 未収録      | 第12巻 218頁 |
| 20   | 人生の快樂何れの邊に在りや                                                            | 論説                           | 不明                       | 138頁        | 未収録       | 未収録      | 未収録       |
| 21   | 活溌なる樂を樂む可し                                                                  | 論説                           | 1897年（明治30年）7月31日  | 144頁        | 未収録       | 未収録      | 未収録       |
| 22   | 士流の本分を忘る可らず                                                                | 論説                           | 1893年（明治26年）6月27日  | 147頁        | 第9巻 642頁  | 未収録      | 第14巻 82頁  |
| 23   | 禮儀作法は忽にす可らず                                                                | 論説                           | 不明                       | 152頁        | 未収録       | 未収録      | 未収録       |
| 24   | 徳行論                                                                                | 演説                           | 1886年（明治19年）3月4日   | 155頁        | 第9巻 560頁  | 未収録      | 第10巻 572頁 |
| 25   | 私徳固くして樂事多し                                                                  | 論説                           | 1888年（明治21年）2月23日  | 162頁        | 第9巻 442頁  | 未収録      | 第11巻 447頁 |
| 26   | 徳教は目より入りて耳より入らず                                                        | 論説                           | 1889年（明治22年）1月30日  | 167頁        | 第9巻 459頁  | 未収録      | 第12巻 9頁   |
| 27   | 徳風を正に歸せしむるの法は其實例を示すに在り                                          | 論説                           | 1888年（明治21年）2月13日  | 172頁        | 第9巻 442頁  | 未収録      | 第11巻 444頁 |
| 28   | 忠孝論                                                                                | 論説                           | 1889年（明治22年）2月4日   | 178頁        | 未収録       | 未収録      | 未収録       |
| 29   | 先進と後進                                                                            | 論説                           | 1893年（明治26年）4月25日  | 186頁        | 第10巻 141頁 | 未収録      | 第14巻 34頁  |
| 30   | 新舊兩主義                                                                            | 論説                           | 1893年（明治26年）6月9日   | 190頁        | 第10巻 144頁 | 未収録      | 第14巻 71頁  |
| 31   | 無學の弊恐る可し                                                                      | 論説                           | 1893年（明治26年）10月6日  | 195頁        | 第10巻 457頁 | 未収録      | 第14巻 147頁 |
| 32   | 實業家の學術思想                                                                      | 論説                           | 1890年（明治23年）3月5日   | 202頁        | 第10巻 434頁 | 未収録      | 第12巻 388頁 |
| 33   | 國は唯前進す可きのみ                                                                  | エッセイ (『福翁百話』 第62話) | 1896年（明治29年）9月20日  | 207頁        | 第7巻 125頁  | 未収録      | 第6巻 304頁  |
| 34   | 社會の人心は其尚ぶ所に赴く                                                            | 論説                           | 1893年（明治26年）3月14日  | 213頁        | 第10巻 346頁 | 未収録      | 第14巻 9頁   |
| 35   | 父母は唯其病是れ憂ふ 明治二十五年二月十三日慶應義塾演説筆記                           | 演説                           | 1892年（明治25年）2月20日  | 219頁        | 第9巻 609頁  | 未収録      | 第13巻 306頁 |
| 36   | 衞生の要は消化の如何にあり 明治二十五年三月二十六日慶應義塾演説                       | 演説                           | 1892年（明治25年）4月2日   | 224頁        | 第9巻 614頁  | 未収録      | 第13巻 332頁 |
| 37   | 壽命の大小                                                                            | 論説                           | 1893年（明治26年）1月4日   | 230頁        | 第10巻 454頁 | 未収録      | 第13巻 620頁 |
| 38   | 衞生の進歩                                                                            | 論説                           | 不明                       | 234頁        | 未収録       | 未収録      | 未収録       |
| 39   | 國民の體格と配偶の撰擇 國民の體格、配偶の撰擇                                         | 論説                           | 1894年（明治27年）4月7日   | 239頁        | 第10巻 349頁 | 未収録      | 第14巻 336頁 |
| 40   | 體育の目的を忘るゝ勿れ                                                                | 論説                           | 1893年（明治26年）3月23日  | 246頁        | 第9巻 634頁  | 未収録      | 第14巻 18頁  |
| 41   | 心養                                                                                  | 論説                           | 不明                       | 249頁        | 未収録       | 未収録      | 未収録       |
| 42   | 英國の學風                                                                            | 論説                           | 不明                       | 253頁        | 未収録       | 未収録      | 未収録       |

## 書誌情報
- 福澤諭吉 著、慶應義塾 編『修業立志編』（初版）時事新報社、1898年4月16日。NDLJP:756295。
  - 福澤諭吉 著、慶應義塾 編『修業立志編』（改版）時事新報社、1936年3月20日。NDLJP:1071809。